# Piazza Giovanni Bovio
La Piazza Giovanni Bovio (également connue sous le nom de Piazza Borsa) est une place de Naples située au début du Corso Umberto I, dans le centre historique. 
Bien qu'elle ait été nommée d'après Bovio au début du XXe siècle, la place reste connue parmi les Napolitains sous son nom original de Piazza Borsa, ainsi nommée en raison du monumental bâtiment du Palais de la Bourse de Naples. 

## Contexte

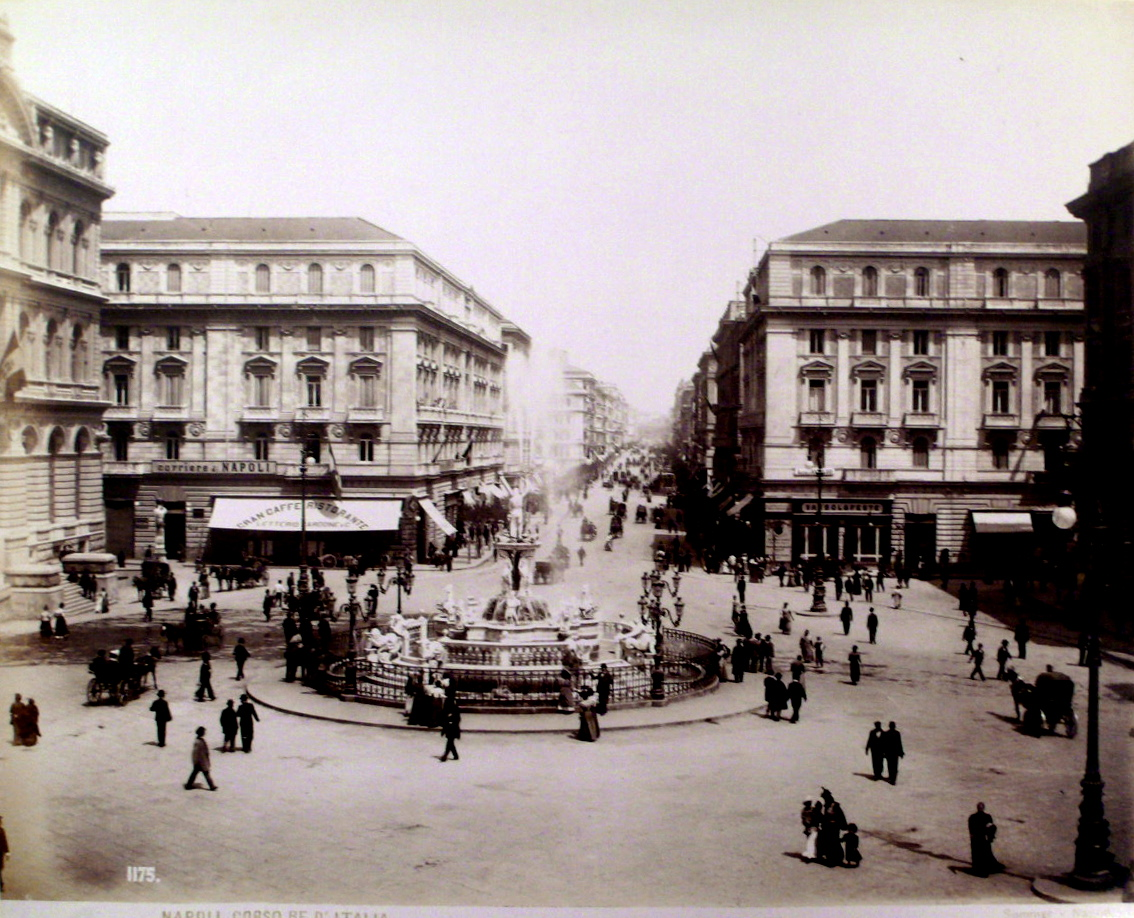
Piazza Bovio au XIXe siècle, prise par Giorgio Sommer

La place telle que nous la voyons aujourd'hui est née à la fin du XIXe siècle pendant la période dite de risanamento, après l'épidémie de choléra de 1884, due à la contamination des conduits des anciens aqueducs par l'eau noire recueillie dans les nombreux puits et grottes naturelles. En conséquence, un vaste programme de reconstruction des zones les plus insalubres et exiguës du centre historique a été lancé. 
Jusqu'à cette époque, il y avait une autre place, identifiable au sud de l'actuelle, appelée place de Porto ou place du marché de Porto. Cette place était le seul grand espace de toute la zone, à tel point qu'elle abritait un marché florissant. Sur cette place était placée la fontaine Renaissance des Enchantements, maintenant située sur la colline du Posillipo. Le 15 juin 1889, la cérémonie du début des travaux de restauration a eu lieu. Une structure circulaire couverte a été construite au centre qui servait de scène, d'où le maire de l'époque Nicola Amore, le roi Umberto I et son épouse Margherita di Savoia et le cardinal Guglielmo Sanfelice pouvaient assister à la cérémonie. Le moment historique est attesté par une plaque placée au sud de la place. 
Le nom de la place d'aujourd'hui est dû à la présence du bâtiment où vivait Giovanni Bovio, philosophe et homme politique du royaume d'Italie et père de Libero Bovio. 
Jusqu'en 2000, au centre de la place, on pouvait admirer la fontaine de Neptune, placée ici en 1898 et maintenant située sur la Piazza Municipio, en face du Palazzo San Giacomo. 

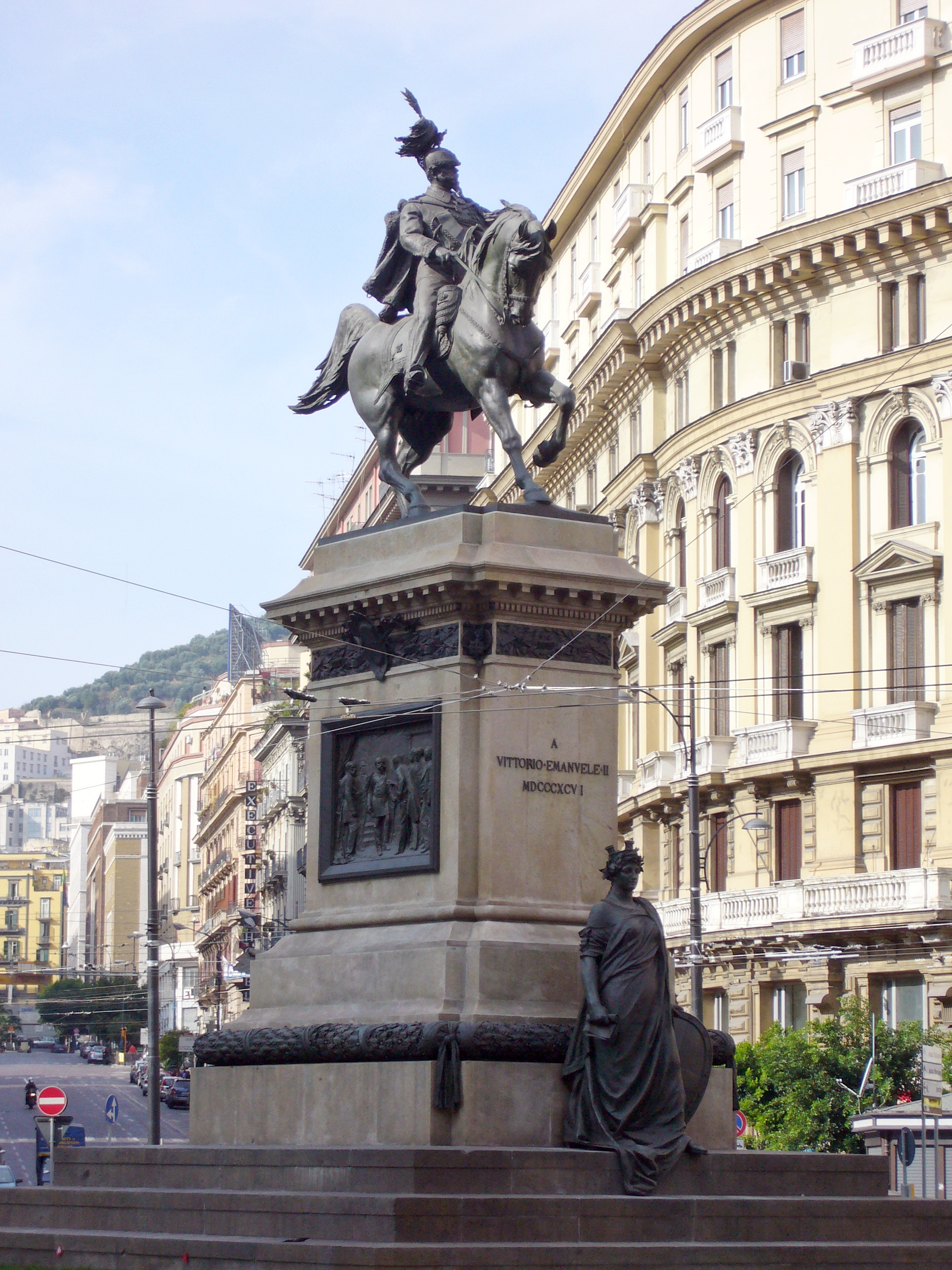
Le monument à Vittorio Emanuele II

### Source de traduction
- (it) Cet article est partiellement ou en totalité issu de l’article de Wikipédia en italien intitulé « Piazza Giovanni Bovio » (voir la liste des auteurs).